# Robot Koch
Robot Koch (* 7. Oktober 1977 in Kassel; bürgerlich Robert Koch) ist ein in Los Angeles lebender Musikproduzent. Er wurde als Produzent der Gruppe Jahcoozi bekannt, die auf dem Berliner Label BPitch Control veröffentlichen, bevor er sich als Solokünstler unter dem Namen Robot Koch etablieren konnte.

## Leben
Robert Koch begann bereits in seiner Kindheit sich für Musik zu begeistern. Mit sechs lernte er Klavier und begann mit 13 Schlagzeug zu spielen. Koch kam über Hip-Hop zur elektronischen Musik und erweiterte sein musikalisches Spektrum um DJing und das Produzieren von elektronischer Musik.
Im Jahr 2002 lernte er Sasha Perera und Oren Gerlitz kennen, mit denen er die Band Jahcoozi gründete. Nach zwei Alben auf dem Berliner Label Project Mooncircle (Death Star Droid und Songs For Trees And Cyborgs) und zahlreichen EPs war er weltweit auf Tour. 2011 erschien sein neues Album The Other Side auf Project:Mooncircle.
Robot Koch ist auch als Komponist für andere Künstler tätig. So produzierte er Verstrahlt von Marteria und das Album Home Work Soul für Max Mutzke. 2013 wurde das Album OK Kid der gleichnamigen Band veröffentlicht, das Robert Koch zusammen mit Sven Ludwig co-produzierte.
Seit Ende 2013 lebt der Produzent in Los Angeles. Mit Trees & Cyborgs gründete er 2016 sein eigenes Label, auf dem er vor allem seine Musik herausbringt.
Seine Musik läuft in US-Fernsehserien wie The Blacklist oder How to Get Away with Murder. Außerdem wurde seine Version des The-Mamas-and-the-Papas-Songs California Dreamin’ für den Trailer des Films San Andreas benutzt.

## Sonstiges
Für die Aktion „Tree Concert“, mit der der BUND auf den schrumpfenden Baumbestand in Berlin aufmerksam machen wollte, erstellte Robot Koch einen Remix, den jeder Spender kostenlos erhielt. Die Aktion wurde unter anderem mit zwei goldenen und fünf bronzenen Löwen beim Cannes Lions International Advertising Festival ausgezeichnet.

## Ehrungen und Auszeichnungen
2014 gewann Koch den Deutschen Musikautorenpreis als bester Komponist in der Kategorie Komposition Elektro.

## Diskografie

### Soloalben
- 2009: Death Star Droid (Project: Mooncircle)
- 2010: Songs for Trees and Cyborgs (Project: Mooncircle)
- 2011: The Other Side (Project: Mooncircle)
- 2015: Hypermoment (Monkeytown Records)
- 2018: Sphere (Trees & Cyborgs)
- 2019: Sphere (Outtakes & Remixes) (Eigenproduktion)
- 2020: The Next Billion Years (Modern Recordings)

### Kollaboalben
- 2011: Robot Robinson (mit John Robinson, Project: Mooncircle)
- 2016: Particle Fields (mit  Savannah Jo Lack, Trees & Cyborg)
- 2017: Particle Fields – Reimagined (mit Savannah Jo Lack, Vinyl Digital)

### Singles & EPs
- 2008: Vortex Cookies (vs. Cerebral Vortex, UpMyAlley)
- 2008: Lies / Fever (feat. Elle P) (12’’, Sugarcane Recordings)
- 2009: Upside Down E.P. (vs. Cerebral Vortex, UpMyAlley)
- 2009: 101 (digitale Single, Planet Terror Records)
- 2010: Death Star Droid Remix EP (Project: Mooncircle)
- 2010: Listen to Them Fade (12’’, Project: Mooncircle)
- 2011: Dreams of You (mit Fiora, FioraMusic)
- 2012: Cosmic Waves (2x10’’, Project: Mooncircle)
- 2013: Supreme Sound from Berlin (12’’ mit Arcadeon & Sieren, Skullcandy Supreme Sound)
- 2013: Unpaved (12’’, Project: Mooncircle)
- 2014: Here With Me (digitale Single mit Susie Suhm Collective Records)
- 2015: Tsuki (Monkeytown Records)
- 2015: California Dreamin’ (digitale Single mit Delhia de France, Trees & Cyborgs)
- 2016: Drift (MP3-Single, Trees & Cyborgs)
- 2017: Love Your Home (digitale Single mit Julien Marchal, Trees & Cyborgs)
- 2017: Wide Open EP (digitale EP mit Delhia de France & Fiora, Eigenproduktion)
- 2017: Fluid (12’’, Diynamic Music)
- 2017: The Big Now (MP3-Single mit Little Ashes, Trees & Cyborgs)
- 2017: Heart As A River (Earth Rising Mix)  (MP3-Single mit Savannah Jo Lack, Trees & Cyborgs)
- 2017: Let it Go By (digitale Single mit Fiora, Trees & Cyborgs)
- 2018: I Won’t Back Down (digitale Single mit Delhia de Franc, Trees & Cyborgs)
- 2018: Gold (MP3-Single mit May, Trees & Cyborgs)
- 2018: Waterfalls (MP3-Single mit Delhia de France, Trees & Cyborgs)
- 2019: Otherwhere  (10’’ mit Savannah Jo Lack, Neue Meister)
- 2020: The Next Billion Years Rework (EP, Modern Recordings)
- 2020: Albatross (digitale EP mit Ian Urbina, Synthesia Media)
- 2021: Razor  (Foam and Sand Remix) (digitale Single, Trees & Cyborgs)

### DJ Mixes
- 2008: Death Star Disco Revisited  (The New Worck)
- 2009: Brainfeeder Mix (Brainfeeder)
- 2015: Wild City #100 (Wild City)
- 2018: FWD102 (FWD DJ)

### Remixes, Produktionen und Features
- 2005: Inverse Cinematics – [The Tape Remix] (Faces)
- 2006: Data MC – Pioneer Camp [The Tape Remix] (Tonkind)
- 2006: Grossstadtgeflüster – Liebe schmeckt gut (Autodrive Remix) (X-Cell Records)
- 2006: Modeselektor feat. Sasha Perera – Silikon (BPitch Control)
- 2006: Justine Electra – Killalady [The Tape Remix] (City Slang)
- 2008: Mochipet – Rambunction Rmx (Daly City Records)
- 2008: Marsimoto – Zu Zweit Allein (Four Music)
- 2008: Envy – Tongue Twister [Robot Koch Remix] (Start Rec)
- 2008: Jennifer Rostock – Feuer [Robot Koch Remix] (Warner)
- 2008: Jennifer Rostock – Kopf oder Zahl [Robot Koch Remix] (Warner)
- 2008: Jennifer Rostock – Ich Will Hier Raus [Robot Koch Remix] (Warner)
- 2008: Samavayo – Neovenator [Robot Koch Remix] (Sector-B)
- 2009: Sneaky – Feel Like A King feat. Barbara Panther [Robot Koch Remix] (Hot Source Records)
- 2009 Mexicans With Guns – Nuts and Bongos (exponential)
- 2009: The Mole – How 2 Be Cool (Daly City Records)
- 2009: Miss Platnum – She Moved In (Robot Koch Rmx) (Four Music)
- 2009: Ira Atari – My Name Is Ira (Audiolith Records)
- 2010: Marteria - Zum Glück in die Zukunft (Four Music)
- 2010: Max Mutzke – Home Work Soul (Warner)
- 2010: The Drapers – We No Speak Americano (Superstar)
- 2010: Bassnectar – Teleport Massive(Childs Play)
- 2010: Talen – the comic book EP (Mouthwatering Records)
- 2011: Casper - XOXO (Four Music)
- 2011: K.I.Z - Urlaub fürs Gehirn (Universal)
- 2011: Juli – Immer wenn es dunkel wird (Robot Koch Remix) (Island Records)
- 2011: Graciela Maria – Many Places (Project:Mooncircle)
- 2012: Orsons – Lagerhalle (remix) (Universal)
- 2012: Max Herre - fühlt sich wie fliegen an (remix) (Universal)
- 2012: Marsimoto - Grüner Samt (Four Music)
- 2013: Julien Mier – Porcelain Dust (Lowriders)
- 2013: Yasha – Strand (Remix) (Four Music)
- 2013: Claire - next ones to come (Universal)
- 2013: OK Kid – Ok Kid (Four Music/Sony)
- 2013: Long Distance Calling - The Flood Inside (SPV)
- 2013: Elenka - Wolf (Chimperator)
- 2013: Hurts – Miracle (Four Music)
- 2013: Alek Fin – waiting like a wolf remix (white)
- 2014: Marcus Wiebusch - Konfetti (Grand Hotel van Cleef)
- 2014: Anoushka Shankar & Norah Jones – the sun won’t set (Universal)
- 2014: Tensnake – Holla (Astralwerks)
- 2014: Vivaldi – Summer 3 (Deutsche Grammophon)
- 2022: Rammstein – Zeit (Robot-Koch-Remix)